# ウイグル系アメリカ人
ウイグル系アメリカ人（英語: Uyghur Americans）は、ウイグル人のアメリカ人である。

## 著名な人物
- ラビア・カーディル
- シュークラト・ミタリポフ
- メヒルグル・トゥルスン